# Esko Karhunen
Esko Karhunen, né le 4 janvier 1928 à Helsinki (Finlande) et mort le 8 mars 2016 dans la même ville, est un ancien joueur finlandais de basket-ball.